# Blucksberg Mountain
Blucksberg Mountain è un census-designated place (CDP) degli Stati Uniti d'America, situato nello stato della Dakota del sud, nella contea di Meade. Secondo il censimento del 2020 gli abitanti di Blucksberg Mountain ammontavano a 467.